# Pedro García
Pedro Francisco "Toto" García Aguado, född 9 december 1968 i Madrid, är en spansk vattenpolospelare. Han ingick i Spaniens landslag vid olympiska sommarspelen 1988, 1992, 1996 och 2000.
García tog OS-silver i den olympiska vattenpoloturneringen i Barcelona och OS-guld i den olympiska vattenpoloturneringen i Atlanta.
García tog VM-guld för Spanien i samband med världsmästerskapen i simsport 1998 i Perth.

## Utmärkelser
- Guldmedalj av Spaniens kungliga idrottsförtjänstorden 2011